# Atle Selberg
Atle Selberg (né le 14 juin 1917 à Langesund (Norvège) et mort le 6 août 2007 à Princeton (États-Unis)) est un mathématicien norvégien connu pour son travail en théorie analytique des nombres et dans la théorie des formes automorphes, en particulier en liaison avec la théorie spectrale.

## Biographie
Dès sa jeunesse, Selberg a été influencé par l'œuvre de Ramanujan. Il a fait ses études à l'université d'Oslo et soutenu son doctorat en 1943. Il a été élève de Viggo Brun.
Durant la Seconde Guerre mondiale, il a travaillé seul à cause de l'occupation de la Norvège par l'Allemagne nazie. Après la guerre, ses résultats sont vite devenus célèbres, notamment sa démonstration qu'une proportion positive des zéros de la fonction zêta de Riemann ont pour partie réelle 1/2. En 1942, inspiré par ses travaux sur l'une des deux conjectures de Hardy-Littlewood sur la fonction zêta, il a formulé une autre conjecture, démontrée en 1984 par Karatsouba. Il s'est ensuite intéressé à la théorie des cribles, un sujet auparavant négligé qu'il a porté au premier plan. Dans un article de 1947, il a introduit le crible de Selberg, une méthode qui conduit entre autres au théorème de Chen. Puis, en 1948, il a présenté une démonstration élémentaire du théorème des nombres premiers (en même temps que Paul Erdős, avec une controverse entre eux sur l'attribution de la priorité) et du théorème de la progression arithmétique. Pour tous ces travaux, Selberg a reçu la médaille Fields en 1950.
Selberg est parti aux États-Unis s'installer à l'Institute for Advanced Study en 1950 et il y a travaillé jusqu'à la fin de sa vie. Durant les années 1950, il a travaillé sur l'usage de la théorie spectrale en théorie des nombres, avec comme point culminant le développement de la formule des traces de Selberg, son résultat le plus célèbre. Cette formule établit une dualité entre le spectre des longueurs des géodésiques périodiques d'une surface de Riemann et les valeurs propres du laplacien, qui est un analogue de la dualité entre les nombres premiers et les zéros de la fonction zêta. Il a reçu le prix Wolf en 1986.
Il fut membre de l'Académie royale danoise des sciences et des lettres.

## Œuvres
- Collected Papers I, Springer-Verlag, Heidelberg, 1989  (ISBN 978-3-540-18389-1)
- Collected Papers II, Springer-Verlag, Heidelberg, 1989  (ISBN 978-0-38718389-3), réimpr. 1991  (ISBN 978-3-540-50626-3)